# Espina de pez (enlosado)
El enlosado en  espina de pez (conocido como herringbone pattern en inglés) es un patrón para colocar rectángulos en un enlosado, utilizado para todo tipo de suelos y pavimentos de carretera, y así denominado por su parecido a la disposición de las espinas de un pez.
Los bloques pueden ser rectángulos o paralelogramos. Las proporciones de longitud de los lados de estos bloques son normalmente 2:1, y a veces 3:1, pero no es necesario guardar ninguna proporción regular.
El patrón en espina de pez tiene una simetría del tipo wallpaper grupo pgg, mientras los bloques no sean de colores diferentes (es decir, considerando solo sus contornos).
Se utilizan en papeles pintados, mosaicos, telas estampadas y tejidos, marcas de seguridad, dentado de engranajes, joyas, esculturas, y en otros muchos lugares. 

## Ejemplos
|                                                                         |                                                                         |                                 |                                |
| Esteras egipcias con patrón en espina de pez con dos colores diferentes | Esteras egipcias con patrón en espina de pez con dos colores diferentes | Pavimento de Salzburgo, Austria | Pavimento de Budapest, Hungría |

## Teselados relacionados
Como teselado geométrico, la espina de pez es un patrón topológicamente idéntico al teselado hexagonal regular. Esto puede apreciarse si los bloques rectangulares son distorsionados ligeramente.
| Teselado de paralelogramos | Distorsión hexagonal | Teselado hexagonal |